# 波卡茲涅 (諾維布格區)
47°33′53″N 32°42′4″E / 47.56472°N 32.70111°E
波卡茲涅（烏克蘭語：Показне），是烏克蘭南部的村莊，隸屬尼古拉耶夫州的巴什坦卡區。該村面積0.61平方公里，海拔高度86米，2001年人口224，人口密度每平方公里367.2人。